# Kennedy Bakircioglu
Kennedy Bakircioglu  (Södertälje, 2 de novembro de 1980) é um ex-futebolista sueco que atuava como meio-campista. É descendente de assírios, e sua família veio à Suécia em 1972.

## Carreira

### Início precoce
A estreia de Bakircioglu foi em 1996, com apenas 15 anos de idade, no Assyriska. Mesmo com pouca idade, foi um dos principais jogadores do time na segunda divisão sueca. Em 1998, teve sua melhor temporada com 9 gols e 8 assistência em 25 jogos disputados, chegando a ser sondado pelo Manchester United, mas não impressionou o suficiente para assinar com os Red Devils e permaneceu na Suécia por mais 5 temporadas vestindo a camisa do Hammarby.

### Passagens por Grécia, Países Baixos e Espanha
Após 127 jogos e 38 gols pelo Hammarby, o meia deixou a equipe para defender o Iraklis, disputando apenas 24 partidas e fazendo 4 gols. Teve ainda passagem razoável pelo futebol neerlandês, onde atuou por Twente (66 jogos e 23 gols) e Ajax (35 partidas e 6 gols).
Entre 2010 e 2012, Bakircioglu jogou no Racing Santander, entrando em campo 39 vezes e fazendo 6 gols.

### Volta ao Hammarby e aposentadoria
Em agosto de 2012, após o término de seu contrato com o Racing, Bakircioglu voltou ao Hammarby, então na segunda divisão nacional. Na temporada 2014, foi capitão e artilheiro da equipe com 17 gols e deu também 7 passes, ajudando os Bajen a conquistarem o acesso. 
Perto da aposentadoria, em 2018, destacou-se na vitória sobre o IFK Göteborg por 3 a 0; após sair do banco de reservas, o meia acertou um chute preciso no ângulo de Tom Amos, e na comemoração pegou um copo de cerveja arremessada por um torcedor e bebeu em seguida.

## Seleção Sueca
Bakircioglu disputou 14 partidas pela Seleção Sub-21 da Suécia entre 1999 e 2001 e fez um gol. Ele disputou o mesmo número de jogos pela equipe principal entre 2001 e 2008, não balançou as redes nenhuma vez e também foi preterido para a Eurocopa de 2008, embora tivesse jogado 3 partidas nas eliminatórias da competição.

## Vida pessoal
Seu primeiro nome é uma homenagem ao ex-presidente dos Estados Unidos, John F. Kennedy. Benjamin Bakircioglu, pai do jogador. foi também um dos fundadores do Assyriska, clube onde o meio-campista iniciou a carreira.

## Perfil de Jogador
Ainda como jogador do Hammarby, Bakircioglu tornou-se popular devido ao jogo de computador Championship Manager 01/02, onde sua versão virtual era considerada um dos "talentos escondidos".
Em janeiro de 2025, o lateral Jordi Alba declarou que Bakircioglu foi o jogador mais difícil de ser marcado que enfrentou..

## Títulos
Hammarby
- Allsvenskan: 2001
- Superettan: 2014

Ajax
- Johan Cruijff Shield: 2007
- Copa dos Países Baixos: 2009–10

### Individuais
- Novato do ano da Allsvenskan: 1999
- Artilheiro da Superettan de 2014: 17 gols